# Gerchaïm
| Gerchaïm                    | Gerchaïm | Gerchaïm |
| --------------------------- | -------- | -------- |
| signe de ponctuation        | ״        | פַּרְדֵּ״ס    |
| diacritique de cantillation | ֞         | וּרְד֞וּ     |
| comparé avec les guillemets |          |          |
| "פַּרְדֵּ״ס", "וּרְד֞וּ"             |          |          |

Gerchaïm (hébreu : גֵּרְשַׁיִם, sans niqqud  גרשיים), aussi appelé grashaïm (hébreu : גְּרָשַׁיִם), est un signe de ponctuation ou un signe diacritique utilisé dans l’écriture de l’hébreu. Le nom signifie littéralement « double geresh. »

## Signe de ponctuation
Gershayim fait le plus souvent référence au signe de ponctuation ‹ ״ ›. Il est toujours écrit avant la dernière lettre de la forme non fléchie d’un mot ou d’un chiffre. Il est utilisé des manières suivantes :
- Pour indiquer un acronyme. Par exemple :  דּוּ״חַ(singulier),  דּוּ״חוֹת(pluriel), « rapport » sont les acronymes de  דין וחשבון ;  מ״כ(masculin)  מַ״כִּית(féminin) sont les acronymes de  מפקד כיתה.
- Pour indiquer un nombre hébreu à plusieurs chiffres. Par exemple :  י״ח pour « 18 »[2].
- Pour indiquer les noms des lettres hébraïques, pour les distinguer d’éventuels homographes[3]. Par exemple :  הוּא שִׂרְטֵט עַיִן « il esquissa un œil » et  הוּא שִׂרְטֵט עַיִ״ן « il esquissa un ayin. »
- Pour indiquer les racines des mots hébreux[3]. Par exemple : la racine de  תַּשְׁבֵּצִים /taʃbeˈtsim/ « mots croisés » est  שב״צ ; la racine de  לְהַטּוֹת /lehaˈtot/ « incliner, conjuguer » est  נט״ה ; et la racine de  הִסְתַּנְכְּרְנוּת /histankreˈnut/ « devenir synchronisé » est  סנכר״נ.
- Dans les textes anciens, pour indiquer la translittération d’un mot étranger. Cette utilisation correspond l’utilisation de l’italique. Par exemple : dans les textes de Rachi, la ville natale de Rachi, Troyes, est orthographiée ‹  טרוי״ש ›.

## Diacritique de cantillation
Gershayim est un signe diacritique de cantillation disjonctif dans le Tanakh - ◌֞. Il est placé au-dessus de la syllabe accentuée, comme dans וַיִּקַּ֞ח (Genèse 22:3).

## Représentations informatiques
| représentations | points de code | descriptions                   |
| --------------- | -------------- | ------------------------------ |
| ״               | U+05F4         | ACCENT HÉBREU CHENÉ GRICHINE   |
| ֞                | U+059E         | PONCTUATION HÉBRAÏQUE GERCHÂÏM |